# کیچیرو ناگاشیما
کیچیرو ناگاشیما (انگلیسی: Keiichiro Nagashima; ۲۰ آوریل ۱۹۸۲ – ) اسکیت‌باز سرعت اهل ژاپن بود.